# Кожласола (Советский район)
 Кожласола  — деревня в Советском районе Республики Марий Эл. Входит в состав Ронгинского сельского поселения.

## География
Находится в центральной части республики Марий Эл на расстоянии приблизительно 4 км по прямой на юг-юго-восток от районного центра посёлка Советский.

## История
Известна с 1905 года как деревня, где проживали 229 человек, в 1924 году в деревне было 37 дворов и проживали 213 человек. Если в 1976 году здесь было 35 хозяйств, в 1980 году осталось 29, к 2002 году 18. В советское время работал колхоз «Кожер».

## Население
Население составляло 54 человека (мари 98 %) в 2002 году, 41 в 2010.